# Giro del Veneto
O Giro do Veneto é uma competição de ciclismo italiana disputada em Vêneto, no mês de agosto.
Após as duas primeiras edições em 1909 e em 1912, o Giro del Veneto disputa-se regularmente desde 1922.
Desde a criação dos Circuitos Continentais UCI em 2005 faz parte do UCI Europe Tour ao princípio na categoria 1.hc (máxima categoria destes circuitos) e a partir do 2010 numa categoria inferior: 1.1.
Está organizada pela Sociéta Ciclista Padovani.
O corredor com mais vitórias é o ciclista italiano Costante Girardengo com quatro vitórias consecutivas.
Em 2012, a desaparecida Coppa Placci que em 2011 tinha sido fundida com o Giro de la Romagna, foi fundida com esta corrida se renomeando como Giro del Veneto-Coppa Placci.

## Palmarés
| Ano                              | Vencedor             | Segundo                    | Terceiro             |
| -------------------------------- | -------------------- | -------------------------- | -------------------- |
| 1909                             | Renato Pogliani      | Giovanni Micheletto        | Lauro Bordin         |
| 1910-1911 edições não realizadas |                      |                            |                      |
| 1912                             | Giovanni Roncon      | Costante Girardengo        | Emilio Petiva        |
| 1913-1923 edições não realizadas |                      |                            |                      |
| 1922                             | Alfredo Sivocci      | Luigi Molon                | Bartolomeo Aymo      |
| 1923                             | Costante Girardengo  | Giovanni Brunero           | Emilio Petiva        |
| 1924                             | Costante Girardengo  | Gaetano Belloni            | Federico Gay         |
| 1925                             | Costante Girardengo  | Adriano Zanaga             | Giovanni Brunero     |
| 1926                             | Costante Girardengo  | Alfredo Binda              | Domenico Piemontesi  |
| 1927                             | Alfonso Piccin       | Michele Gordini            | Livio Cattel         |
| 1928                             | Alfredo Binda        | Antonio Negrini            | Alfonso Piccin       |
| 1929 edição não realizada        |                      |                            |                      |
| 1930                             | Aldo Canazza         | Vasco Bergamaschi          | Renato Scorticati    |
| 1931                             | Aldo Canazza         | Guglielmo Segato           | Antonio Andretta     |
| 1932-1933 edições não realizadas |                      |                            |                      |
| 1934                             | Aldo Canazza         | Raffaele di Paco           | Pietro Rimoldi       |
| 1935                             | Vasco Bergamaschi    | Antonio Frascaroli         | Domenico Oggero      |
| 1936                             | Renato Scorticati    | Carlo Sbersi               | Gaspare Babini       |
| 1937 edição não realizada        |                      |                            |                      |
| 1938                             | Secondo Magni        | Osvaldo Bailo              | Mario Vicini         |
| 1939                             | Adolfo Leoni         | Walter Generati            | Adriano Vignoli      |
| 1940 edição não realizada        |                      |                            |                      |
| 1941                             | Fausto Coppi         | Cino Cinelli               | Enrico Mollo         |
| 1942                             | Pierino Favalli      | Olimpio Bizzi              | Osvaldo Bailo        |
| 1943-1944 edições não realizadas |                      |                            |                      |
| 1945                             | Luigi Casola         | Orfeo Falsiroli            | Giuseppe Magni       |
| 1946 edição não realizada        |                      |                            |                      |
| 1947                             | Fausto Coppi         | Fiorenzo Magni             | Angelo Menon         |
| 1948                             | Luciano Maggini      | Antonio Bevilacqua         | Vittorio Seghezzi    |
| 1949                             | Fausto Coppi         | Giuliano Bresci            | Adolfo Leoni         |
| 1950                             | Luigi Casola         | Sergio Pagliazzi           | Luciano Frosini      |
| 1951                             | Antonio Bevilacqua   | Luciano Maggini            | Danilo Barozzi       |
| 1952                             | Adolfo Grosso        | Danilo Barozzi             | Waldemaro Bartolozzi |
| 1953                             | Fiorenzo Magni       | Luciano Maggini            | Aldo Zuliani         |
| 1954                             | Luciano Maggini      | Giuseppe Doni              | Armando Barducci     |
| 1955                             | Adolfo Grosso        | Pierino Baffi              | Walter Serena        |
| 1956                             | Giorgio Albani       | Cleto Maule                | Guido Boni           |
| 1957                             | Angelo Conterno      | Bruno Monti                | Germano Barale       |
| 1958                             | Adriano Zamboni      | Alfredo Sabbadin           | Giuseppe Fallarini   |
| 1959                             | Rino Benedetti       | Adriano Zamboni            | Bruno Monti          |
| 1960                             | Diego Ronchini       | Armando Pellegrini         | Ercole Baldini       |
| 1961                             | Nino Defilippis      | Bruno Mealli               | Angelo Conterno      |
| 1962                             | Angelino Soler       | Franco Cribiori            | Guido De Rosso       |
| 1963                             | Italo Zilioli        | Guido De Rosso             | Franco Balmamion     |
| 1964                             | Italo Zilioli        | Guido De Rosso             | Gianni Motta         |
| 1965                             | Michelle Dancelli    | Italo Zilioli              | Gianni Motta         |
| 1966                             | Michelle Dancelli    | Flaviano Vicentini         | Adriano Passuello    |
| 1967                             | Luciano Galbo        | Marino Basso               | Flaviano Vicentini   |
| 1968                             | Alberto Della Torre  | Bruno Mealli               | Silvano Schiavon     |
| 1969                             | Mino Denti           | Michelle Dancelli          | Giancarlo Polidori   |
| 1970                             | Franco Bitossi       | Felice Gimondi             | Marino Basso         |
| 1971                             | Giancarlo Polidori   | Italo Zilioli              | Donato Giuliani      |
| 1972                             | Enrico Paolini       | Donato Giuliani            | Giovanni Varini      |
| 1973                             | Franco Bitossi       | Enrico Paolini             | Wladimiro Panizza    |
| 1974                             | Roger De Vlaeminck   | Tino Conti                 | Giovanni Battaglin   |
| 1975                             | Roland Salm          | Giancarlo Polidori         | Wladimiro Panizza    |
| 1976                             | Alfio Vandi          | Giancarlo Polidori         | Sigfrido Fontanelli  |
| 1977                             | Giuseppe Saronni     | Roger De Vlaeminck         | Bernt Johansson      |
| 1978                             | Valerio Lualdi       | Pierino Gavazzi            | Bernt Johansson      |
| 1979                             | Francesco Moser      | Giovanni Battaglin         | Silvano Contini      |
| 1980                             | Carmelo Barone       | Pierino Gavazzi            | Silvano Contini      |
| 1981                             | Giovanni Mantovani   | Pierino Gavazzi            | Silvano Contini      |
| 1982                             | Pierino Gavazzi      | Ennio Vanotti              | Giuseppe Petito      |
| 1983                             | Jesper Worre         | Dag Erik Pedersen          | Davide Cassani       |
| 1984                             | Moreno Argentin      | Ezio Moroni                | Claudio Corti        |
| 1985                             | Claudio Corti        | Stefano Colagè             | Stefano Giuliani     |
| 1986                             | Maurizio Rossi       | Alberto Volpi              | Ezio Moroni          |
| 1987                             | Gerhard Zadrobilek   | Marino Amadori             | Maurizio Vandelli    |
| 1988                             | Moreno Argentin      | Bruno Cenghialta           | Gianni Bugno         |
| 1989                             | Roberto Pagnin       | Maurizio Fondriest         | Andrei Tchmil        |
| 1990                             | Massimo Ghirotto     | Pascal Richard             | Franco Ballerini     |
| 1991                             | Roberto Pagnin       | Fabrizio Bontempi          | Silvio Martinello    |
| 1992                             | Massimo Ghirotto     | Alberto Elli               | Davide Cassani       |
| 1993                             | Maximilian Sciandri  | Giorgio Furlan             | Claudio Chiappucci   |
| 1994                             | Gianluca Bortolami   | Michele Bartoli            | Maximilian Sciandri  |
| 1995                             | Flavio Vanzella      | Gianni Faresin             | Massimo Donati       |
| 1996                             | Michele Bartoli      | Andrea Tafi                | Mauro Gianetti       |
| 1997 edição não realizada        |                      |                            |                      |
| 1998                             | Davide Rebellin      | Gianni Faresin             | Filippo Simeoni      |
| 1999                             | Davide Rebellin      | Francesco Casagrande       | Andrea Ferrigato     |
| 2000                             | Davide Rebellin      | Francesco Casagrande       | Gianluca Tonetti     |
| 2001                             | Giuliano Figueras    | Danilo Di Luca             | Davide Rebellin      |
| 2002                             | Danilo Di Luca       | Laurent Dufaux             | Davide Rebellin      |
| 2003                             | Cristian Moreni      | Danilo Di Luca             | Michele Bartoli      |
| 2004                             | Gilberto Simoni      | Matteo Tosatto             | Massimo Giunti       |
| 2005                             | Eddy Mazzoleni       | Salvatore Commesso         | Serguei Gonchar      |
| 2006                             | Rinaldo Nocentini    | Raffaele Ferrara           | Sergio Marinangeli   |
| 2007                             | Alessandro Bertolini | Florian Stalder            | Daniele Nardello     |
| 2008                             | Francesco Ginanni    | Serguei Gonchar            | Andrea Masciarelli   |
| 2009                             | Filippo Pozzato      | Carlo Scognamiglio         | Luca Paolini         |
| 2010                             | Daniel Oss           | Peter Sagan                | Sacha Modolo         |
| 2011 edição não realizada        |                      |                            |                      |
| 2012                             | Oscar Gatto          | Juan Pablo Valencia        | Emanuele Sella       |
| 2021                             | Xandro Meurisse      | Matteo Trentin             | Alberto Dainese      |
| 2022                             | Matteo Trentin       | Rémy Rochas                | Mattéo Vercher       |
| 2023                             | Dorian Godon         | Tobias Halland Johannessen | Florian Vermeersch   |
| 2024                             | Corbin Strong        | Xandro Meurisse            | Romain Grégoire      |

## Palmarés por países
| País      | Vitórias |
| --------- | -------- |
| Itália    | 78       |
| Bélgica   | 2        |
| Espanha   | 1        |
| Suíça     | 1        |
| Dinamarca | 1        |
| Áustria   | 1        |